# Kegham Chaczerian
Kegham Chaczerian (ur. 1962 w Bejrucie) – duchowny Apostolskiego Kościoła Ormiańskiego, od 2017 biskup Grecji.

## Życiorys
Święcenia kapłańskie przyjął w 1981. Sakrę biskupią otrzymał 20 lutego 2000. W latach 2000–2014 był biskupem Libanu. Od 2017 jest biskupem Grecji.